# Hunspell
Hunspell ist eine Software zur Rechtschreibprüfung sowie ein morphologischer Analysator für Sprachen mit reichhaltiger Morphologie und komplexer Wortkomposition.

## Allgemein
Hunspell wurde ursprünglich für die ungarische Sprache entwickelt, wovon sich auch der Name ableitet. Es existieren Schnittstellen für gängige Plattformen und Programmiersprachen wie Java, Perl und .NET.
Hunspell basiert auf MySpell und ist abwärtskompatibel zu MySpell-Wörterbüchern.
Während MySpell eine 8-Bit-ASCII-Kodierung verwendet, kann Hunspell UTF-8-kodierte Wörterbücher verarbeiten.
Hunspell wird unter anderem eingesetzt in:
- OpenOffice.org ab Version 2.0.2 (März 2006) und Nachfolger wie Apache OpenOffice und LibreOffice
- Mozilla-Produkten wie Thunderbird, Firefox (ab Version 3), sowie SeaMonkey (ab Version 2)
- WinShell und TexWorks, Integrierte Entwicklungsumgebungen (IDE) für TeX/LaTeX auf Windows (WinShell, TexWorks) und Unix-Systemen (TexWorks)
- diverse LaTeX-Editoren wie z. B. LyX, Texmaker, TeXstudio etc.
- Google Chrome
- The Bat, ein E-Mail-Client von RITLabs S.R.L. (ab Version 4.0)
- Emacs, ein freier Texteditor
- Opera, ab Version 10
- Apple macOS, ab Version Mac OS X Snow Leopard 10.6
- Adobe InDesign, ab Version 8.0 (CS6)[2]
- Adobe FrameMaker, ab Version 11
- SoftMaker Office, ab Version 2012
- Scribus ab Version 1.4.3
- Serif PagePlus ab Version X9
- Balabolka[3]
- Spell Checker Pro XTension für QuarkXPress 2017 von Creationauts[4]
- MorphOS ab Version 3.12[5]
- Sublime Text, ein proprietärer Texteditor

## Thesaurus und Silbentrennung
Neben der Rechtschreibkontrolle werden zusätzlich Projekte zur Silbentrennung (Projektname Hyphen) und ein Thesaurus (Projektname MyThes) entwickelt. Obwohl gemeinsam entwickelt, sind dies eigenständige Projekte und können unabhängig von Hunspell eingesetzt werden. Hyphen und MyThes sind in OpenOffice als Silbentrennung und Thesaurus integriert, benutzen jedoch eigene Wörterbücher bzw. Datenbanken, die bei OpenOffice gesondert gelistet sind. In der .NET-Version von Hunspell (Projektname NHunspell) sind auch die Hyphen- und MyThes-Implementierungen in einer gemeinsamen Distribution integriert.